# Tomtelke
Tomtelke (horvátul: Tompojevci) falu és község Horvátországban Vukovár-Szerém megyében.

## Fekvése
Vukovártól légvonalban 15, közúton 18 km-re délkeletre, a Nyugat-Szerémségben fekszik.

## A község települései
A községhez Tompojevce, Miklósevce (Mikluševci), Csák (Čakovci), Grabovo, Berak és Bokšić települések tartoznak.

## Története
Az itt talált régészeti leletek azt bizonyítják, hogy ez a terület már az ókorban is lakott volt. A „Malat” régészeti lelőhely a településtől északnyugatra, a Dražinovac-mocsár fölötti három szelíd dombsoron található. Itt jellegzetes római téglákat és csempéket, valamint tipikus római durva cserepeket találtak, amelyek megerősítik a római épületek létét. Feltételezzük, hogy itt egy kisebb római település volt, amelynek méretét és jellegét a jövőbeni kutatás tisztázhatja. A „Pivnice” régészeti lelőhely a településtől délkeletre, egy vízzel borított szurdok feletti magas teraszon található. A talajművelés során itt is római téglákból és cserepekből származó leleteket, köveket és finomabb és durvább római kerámiák töredékeit, valamint Agrippina 1. századi pénzérméit találták. Ezenkívül 1957-ben nagy mennyiségben a 15. - 16. század magyar uralkodók pénzei is előkerültek.
A települést 1398-ban „Tomtheleke” néven említik abban az oklevélben, melyben Zsigmond király mint a hűtlen atyai Szár Jánostól elkobzott és Kükei Somrákosnak adományozott birtokot az utóbbinak magvaszakadtával Maróti Jánosnak adja. 1481-ben „Tomteleke” néven abban az oklevélben találjuk, melyben Mátyás király a magvaszakadt Maróti Máté egyes valkómegyei birtokait vingárti Geréb Péternek és Mátyásnak adományozza. Mindvégig az atyai vár uradalmához tartozott. A 14. században az Ajnard nemzetségből származott családok (Szár, Atyai, Kükei, Vér) birtoka volt. Később a Marótiké és a Gerébeké volt. A mai Tomtelke keleti részén feküdt a középkorban Balázsfalva, melynek Szent Balázs templomát és plébániáját 1332 és 1335 között öt alkalommal említi a pápai tizedjegyzék. A török 1526-ban szállta meg ezt a területet. A török uralom idején lakosságcsere történt, így 1581-ben már mai Tompojevci nevén találjuk a falut. A török korszakig ez a terület sűrűn lakott volt, de a török uralom alatt a több falu, így Balázsfalva megszűnt. Egyes dokumentumok szerint a plébánia azonban továbbra is létezett. 1581-ben szolgálatát a ferencesek látták el, 1623-ban pedig egy "jó világi pap" vezette. Masarrechi pápai legátus 1623-ban történt egyházlátogatása során azt írja, hogy a plébániához tartozó nyolc faluban több mint 1000 katolikus hívő és 8 ortodox ház van.
A török kiűzése után Tompojevcinek megmaradt a horvát lakossága, akik a szatai plébánia irányítása alá kerültek. A faluban akkoriban 29 ház állt, 160 római katolikus lakossal. A 18. század elején a Tompojevci a vukovári uradalom része lett. A ferencesek ekkor építették Szent Balázs püspök és mártír tiszteletére szentelt templomát.
Tompojevci 1781-ig a pécsi egyházmegyéhez tartozott, amikor a Diakovár székhelyű bosznia-szerémségi püspökséghez csatolták. A vukovári uradalom 1736-os Eltz család általi megvételekor 38 házat rögzítettek Tompojevciben. Megemlítették, hogy van egy vesszőből font, sárral tapasztott Szent Balázs temploma. 1856-ban egy új téglatemplom épült Szent Balázs tiszteletére. 1906-ban független káplánt kapott a település, 1912-ben pedig önálló plébániává vált. 1847-ben a falu már 501 lakosú, ebből 492 katolikus és 9 ortodox volt. A 19. század közepén sok német és néhány magyar család vándorolt be a faluba ezáltal növelve a lakosság számát. 1896-ban új iskolát építettek itt, 1913-ban pedig a tanítói lakás épült.
Az első katonai felmérés térképén „Tompojevcze” néven található. Lipszky János 1808-ban Budán kiadott repertóriumában „Tompojevcze” néven szerepel. Nagy Lajos 1829-ben kiadott művében „Tompojevcze” néven 83 házzal, 496 katolikus és 17 ortodox vallású lakossal találjuk.
A településnek 1857-ben 500, 1910-ben 701 lakosa volt. Szerém vármegye Vukovári járásához tartozott. Az 1910-es népszámlálás adatai szerint lakosságának 52%-a német, 39%-a horvát, 8%-a magyar, 1%-a szerb anyanyelvű volt. A település az első világháború után az új szerb-horvát-szlovén állam, majd később (1929-ben) Jugoszlávia része lett. 1941 és 1945 a Független Horvát Államhoz tartozott, majd a szocialista Jugoszlávia fennhatósága alá került. 1991-től a független Horvátország része. 1991-ben lakosságának 79%-a horvát, 6%-a jugoszláv, 5-5%-a szerb és magyar nemzetiségű volt. A településnek 2011-ben 308 lakosa volt.

## Népessége
| Lakosság változása | Lakosság változása | Lakosság változása | Lakosság változása | Lakosság változása | Lakosság változása | Lakosság változása | Lakosság változása | Lakosság változása | Lakosság változása | Lakosság változása | Lakosság változása | Lakosság változása | Lakosság változása | Lakosság változása | Lakosság változása |
| ------------------ | ------------------ | ------------------ | ------------------ | ------------------ | ------------------ | ------------------ | ------------------ | ------------------ | ------------------ | ------------------ | ------------------ | ------------------ | ------------------ | ------------------ | ------------------ |
| 1857               | 1869               | 1880               | 1890               | 1900               | 1910               | 1921               | 1931               | 1948               | 1953               | 1961               | 1971               | 1981               | 1991               | 2001               | 2011               |
| 500                | 671                | 685                | 688                | 664                | 701                | 781                | 813                | 767                | 782                | 768                | 662                | 537                | 510                | 409                | 308                |

## Gazdaság
A helyi gazdasági élet elsődlegesen a mezőgazdasági termelésen alapul. A mezőgazdaságot családi gazdaságokon keresztül kívánják fejleszteni, de ez jelentős pénzügyi forrásokat igényel, mivel a háború alatt sok gazdasági épület megsérült és a gépek többsége megsemmisült.

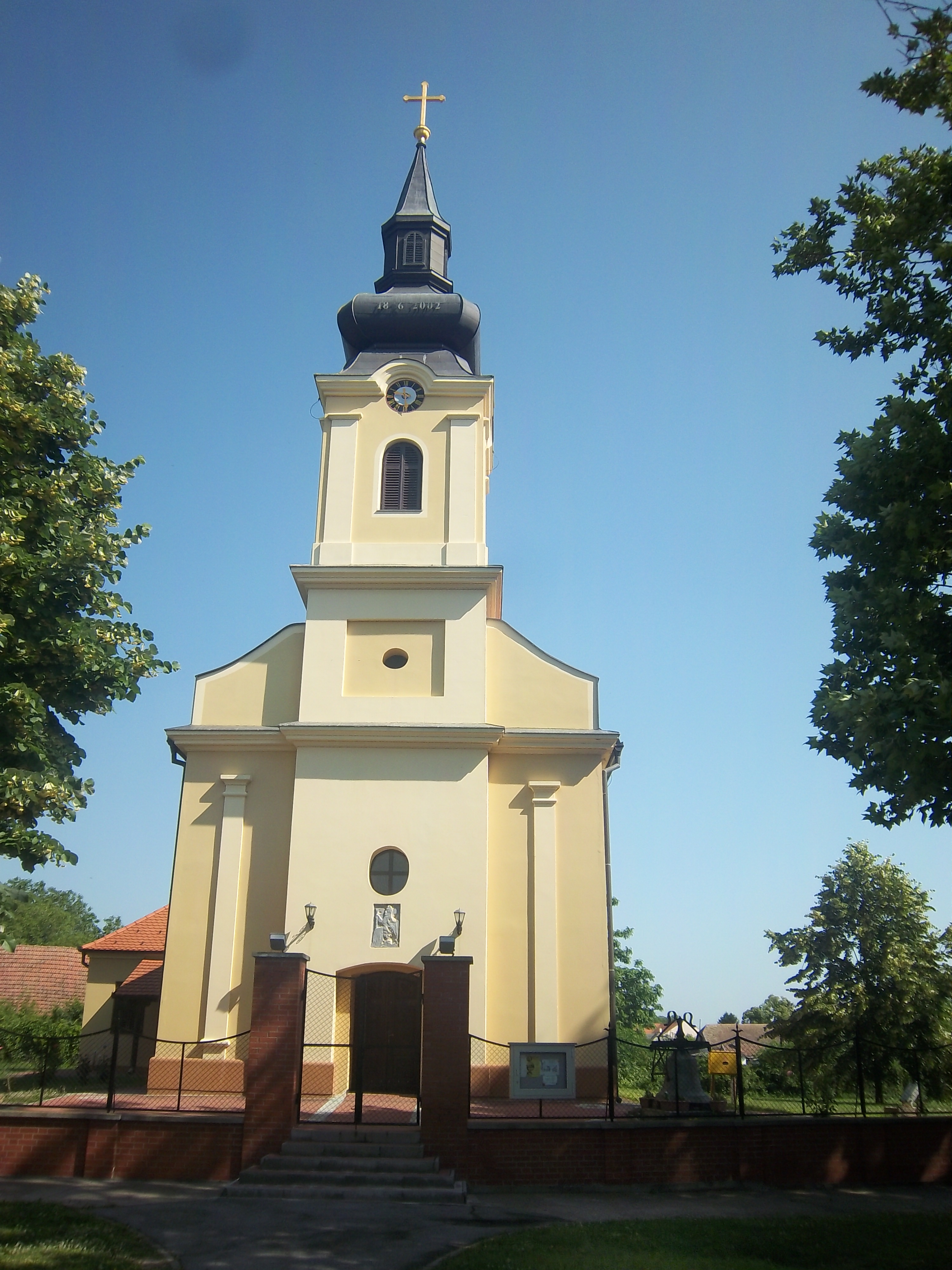
A Szent Mária Magdolna templom

## Nevezetességei
Szent Mária Magdolna tiszteletére szentelt római katolikus plébániatemploma 1856-ban épült a 18. századi templom helyett. Eredetileg Szent Balázsnak volt szentelve. A honvédő háború alatt a templomot és a plébániaházat is tankok pusztították el. A harangtornyot részben ledöntötték, a bejárati ajtótól jobbra egy tankkal nyílást vágtak és a tető is megsérült. A templombelsőben a kőoltár súlyosan megsérült, dekoratív oszlopai, aranyozott domborművei és a szentek szobrai ledőltek. A templomhajóban, a kórusban és a sekrestyében az összes templomi bútor megsemmisült. A plébániaházat, amely nem messze áll a templomtól teljesen kifosztották és elpusztították. Ajtók, ablakok és berendezés nélkül maradt. A háború után a jubileumi 2000. évben megkezdődött az újjáépítés, amely 2006-ig tartott. A plébániaházat 2000 nyarán teljesen felújították.
A Jelaš-erdőben található az Eltz család 1901-ben épített vadászkastélya, mely a főépületből, a kocsis lakásából, a grófnő pavilonjából, az istállóból, a magtárból, a vadőr házából és a lovász házából áll. A főépület egy historikus stílusú földszintes ház, kiugró bejárati résszel. Az udvar felé nyúló épületszárny árkádokkal és verandával rendelkezik. A belső tér minden szobája síkmennyezetű volt. A vadászkastély a 19. és 20. század fordulójának nemesi életmódjáról tanúskodik.

## Kultúra
A KUD "Mladost" kulturális és művészeti egyesületet 1985-ben alapították. Az 1991-ben kezdődő száműzetésben is aktív volt. Hazatérés után megújították személyi állományt és népviseletüket is. Megújult a munka, két vagy három folklórcsoport és a tamburazenekar is újra működik. Megpróbálják megóvni a régi szokásokat a feledéstől, előadásaikban eredeti népi táncokat táncolnak és eredeti horvát népdalokat énekelnek. Számos rendezvényen vettek már részt, így például: a "Vinkovačke jeseni" és a "Đakovački vezovi" fesztiválokon.

## Oktatás
A településen a csáki általános iskola négyosztályos területi iskolája működik.

## Sport
NK Tompojevci labdarúgóklub. 1991-ig Omladinac volt a neve, 1997-ben a háború vége után vette fel a mai nevét. A csapat a megyei 3. ligában szerepel.

## Egyesületek
A település önkéntes tűzoltó egyesületét 1929-ben alapították.